# منتخب المجر لكرة السلة
منتخب هنغاريا لكرة السلة هو ممثل هنغاريا الرسمي في المنافسات الدولية في كرة السلة. ينتمي إلى منطقة الاتحاد الأوروبي لكرة السلة. انضم إلى الاتحاد الدولي لكرة السلة في عام 1935.

## البطولات التي شارك فيها
- بطولة أمم أوروبا لكرة السلة
- كرة السلة في الألعاب الأولمبية